# Chybice
Chybice is een plaats in het Poolse district  Starachowicki, woiwodschap Święty Krzyż. De plaats maakt deel uit van de gemeente Pawłów en telt 430 inwoners.